# Henri Patin
Henri Joseph Guillaume Patin, född den 21 augusti 1793 i Paris, död där den 19 februari 1876, var en fransk klassisk filolog och universitetslärare. 
Patin blev 1815 lärare vid den högre normalskolan och 1833 professor i latinsk skaldekonst vid universitetet. Under sin långa lärarverksamhet förstod han att väcka en varm beundran för den klassiska litteraturen och var på sin tid den klassiska bildningens ivrigaste förkämpe i Frankrike. Hans ställning som medlem av det högre undervisningsrådet (1872) och som ledamot i särskilda undervisningskommittéer (1873) satte honom också i tillfälle att göra sina åsikter gällande. Patin blev ledamot av Franska akademien 1843 och dess ständige sekreterare 1871. 
Utöver vetenskapliga avhandlingar i Journal des savants, vars redaktion han tillhörde, äreminnen över mera betydande franska författare (1816–1827) och en mästerlig översättning av Horatius (1859) utgav han De l'usage des harangues chez les historiens (1814), Mélanges de littérature ancienne et moderne (1840), Études sur les tragiques grecs ou examen critique d'Eschyle, de Sophocle et d'Euripide précédé d'une histoire générale de la tragédie grecque (1841–1843) och Études sur la poésie latine (1869).